# Ceridia mira
Ceridia mira är en fjärilsart som beskrevs av Rothschild och Jordan 1903. Ceridia mira ingår i släktet Ceridia och familjen svärmare. Inga underarter finns listade i Catalogue of Life.